# Karl-Heinz Gehmlich
Karl-Heinz Gehmlich (* 20. Januar 1921; † 22. Juni 2005) war ein deutscher Fußballspieler des VfL Osnabrück, der in den Jahren 1947 bis 1956 mit den Lila-Weißen in der Oberliga Nord 214 Ligaspiele absolviert und dabei 12 Tore erzielt hat.

## Laufbahn

### Vor und während des Zweiten Weltkriegs
Der gebürtige Sachse spielte mit dem Planitzer SC erfolgreich Fußball in der Gauliga Sachsen. Am 8. September 1940 war er bereits als 19-Jähriger an der Seite von Herbert Seltmann und Erich Dietel als rechter Läufer beim Tschammerpokalspiel in Wien bei einer 2:6-Niederlage gegen den SC Wacker für den PSC aufgelaufen. Der zweikampfstarke Läufer gehörte auch der Meistermannschaft der Gelb-Schwarzen von der Westsachsenkampfbahn  an, welche 1941/42 im Sportbereich Sachsen mit drei Punkten Vorsprung vor Titelverteidiger Dresdner SC die Meisterschaft gewann. In den Endrundenspielen um die deutsche Fußballmeisterschaft kam er dann aber nicht zum Einsatz. Nach Ende des Zweiten Weltkriegs war er bei der SG Planitz bis 1947 am Ball, ehe ihn der ehemalige BC Hartha und Planitzer Trainer Kurt Schmidt zusammen mit Erich Gleixner nach Osnabrück geholt hat.

### Osnabrück, 1947 bis 1956
In der Debütrunde der Oberliga Nord, 1947/48, belegten die Mannen um Heinz Flotho, Otto Coors, Friedel Meyer, Erich Gleixner, Gehmlich und Torjäger Addi Vetter den 5. Rang. Sie hatten das Entscheidungsspiel um den 4. Platz am 29. Mai 1948 mit 1:3 gegen Werder Bremen verloren. In der zweiten Oberligasaison, 1948/49, war die Entscheidung um die Meisterschaft im Norden ganz eng: Punktgleich lagen der Hamburger SV und St. Pauli mit jeweils 32:12 Punkten an der Spitze, der VfL Osnabrück mit einem Punkt Rückstand belegte den 3. Rang. Da Holstein Kiel im November 1948 aus der Liga ausgeschlossen worden war, waren in Folge in einer 12er-Liga nur 22 Ligaspiele zur Ermittlung der Meisterschaft und des Abstieges auszutragen. Gehmlich lief in 20 Ligaspielen für Osnabrück auf. Beide Heimspiele gegen die Rivalen um die Meisterschaft wurden jeweils mit 0:1 verloren. Die folgenschwerste leistete sich der VfL aber am 3. April 1949 am 21. Spieltag, bei einer 2:3-Heimniederlage gegen die zu dieser Zeit auf dem 11. Platz rangierenden Arminen aus Hannover. Damit waren die Träume zum Einzug in die Endrundenspiele um die deutsche Fußballmeisterschaft hinfällig. Durch die Aufstockung der Teilnehmerzahl auf 16 Vereine zogen Gehmlich und Kollegen aber 1950 als erneuter Norddritter in die Endrunde. Sie verloren aber bereits in der Vorrunde am 21. Mai 1950 in Köln mit 1:2 gegen den späteren Deutschen Meister VfB Stuttgart. Gehmlich und Hans Haferkamp duellierten sich in den Zweikämpfen mit den VfB-Halbstürmern Robert Schlienz und Otto Baitinger. In der Verbandsrunde hatte Gehmlich nur ein Ligaspiel verpasst und in 29 Einsätzen zwei Tore erzielt.
Nach einem vierten Rang in der Saison 1950/51 wurde in der Saison 1951/52 die Vizemeisterschaft in der Oberliga Nord erreicht, und das nach einem bescheidenen Start mit 7:7 Punkten. Beim Serienmeister Hamburger SV wurde das Hinspiel mit 2:5 verloren, vor 28.000 Zuschauern in der imponierend besetzten Bremer Brücke am 24. Februar im Heimspiel ein 4:4 abgetrotzt. Der beinharte Zweikämpfer und unermüdliche Antreiber Gehmlich hatte in der Runde alle 30 Ligaspiele (1 Tor) bestritten. In der Endrunde um die deutsche Fußballmeisterschaft schlug der Nordvize gegen die Konkurrenten VfB Stuttgart, Rot-Weiss Essen und Tennis Borussia Berlin eine gute Klinge. Gegen den späteren Deutschen Meister VfB Stuttgart startete man in die Gruppenphase mit einem torlosen Remis am 27. April vor 30.000 Zuschauern an der Bremer Brücke. In der Läuferreihe trat der VfL mit Gehmlich, Walter Komorowski und Erich Gleixner an; dies in allen sechs Endrundenspielen. Der 3:2-Heimerfolg gegen den starken Westmeister Rot-Weiss Essen mit deren herausragenden Offensivkräften wie Helmut Rahn, Kurt Zaro, August Gottschalk und Bernhard Termath war eine vielbeachtete Leistung.
In den nächsten Runden gelang nicht mehr der Einzug in die Endrunde und der 35-jährige Karl-Heinz Gehmlich beendete unter Trainer Paul Bornefeld mit dem Spiel am 18. März 1956, bei einem 4:3-Heimerfolg gegen den VfB Oldenburg, seine Oberligalaufbahn. Das Trikot von Niedersachsen trug er in 25 Spielen und fünfmal war er für Norddeutschland als Repräsentativspieler im Einsatz gewesen. Für Niedersachsen nahm er auch in der Saison 1949/50 im Wettbewerb um den Länderpokal teil – mit den Vertragsspielern aus den Oberligen – wo er mit Mannschaftskameraden wie Hans Haferkamp, Fritz Apel, Adolf Vetter, Walter Schemel und Ernst-Otto Meyer im Halbfinale an der Auswahl von Bayern (2:6) scheiterte.
Er führte von 1948 bis 1981 ein Tabakwarengeschäft an der Martinistraße und hatte schließlich seinen Wohnsitz in Bramsche.

## Ehrungen
Für seine Verdienste um den niedersächsischen Fußball erhielt Gehmlich 1954 die silberne Ehrennadel des NFV. Offiziell verabschiedet wurde er am 24. Juni 1956 im Stadion Bremer Brücke vor dem 2:0-Sieg des VfL in der Totorunde gegen die SpVgg Fürth gemeinsam mit Hans Haferkamp.